# Jarnac-Champagne
Pour les articles homonymes, voir Jarnac (homonymie) et Champagne.
Jarnac-Champagne est une commune du Sud-Ouest de la France située dans le département de la Charente-Maritime, en région Nouvelle-Aquitaine.
Ses habitants sont appelés les Jarnacais et les Jarnacaises.

## Géographie
La commune de Jarnac-Champagne se situe dans le sud du département de la Charente-Maritime, dans l'ancienne province de Saintonge. Appartenant au midi de la France — on parle plus précisément de « midi atlantique », au cœur de l'arc atlantique, elle est partie intégrante du Grand Sud-Ouest français, et est parfois également incluse dans un Grand Ouest aux contours plus flous.

### Communes limitrophes
| Échebrune | Lonzac           | Saint-Martial-sur-Né |
| Chadenac  | Jarnac-Champagne | Germignac            |
|           | Neuillac         | Sainte-Lheurine      |

## Urbanisme

### Typologie
Au 1er janvier 2024, Jarnac-Champagne est catégorisée commune rurale à habitat dispersé, selon la nouvelle grille communale de densité à 7 niveaux définie par l'Insee en 2022.
Elle est située hors unité urbaine et hors attraction des villes,.

### Occupation des sols
L'occupation des sols de la commune, telle qu'elle ressort de la base de données européenne d’occupation biophysique des sols Corine Land Cover (CLC), est marquée par l'importance des territoires agricoles (96,5 % en 2018), une proportion sensiblement équivalente à celle de 1990 (96,9 %). La répartition détaillée en 2018 est la suivante : 
terres arables (46,2 %), cultures permanentes (39,3 %), zones agricoles hétérogènes (11 %), zones urbanisées (2,2 %), forêts (1,3 %). L'évolution de l’occupation des sols de la commune et de ses infrastructures peut être observée sur les différentes représentations cartographiques du territoire : la carte de Cassini (XVIIIe siècle), la carte d'état-major (1820-1866) et les cartes ou photos aériennes de l'IGN pour la période actuelle (1950 à aujourd'hui).

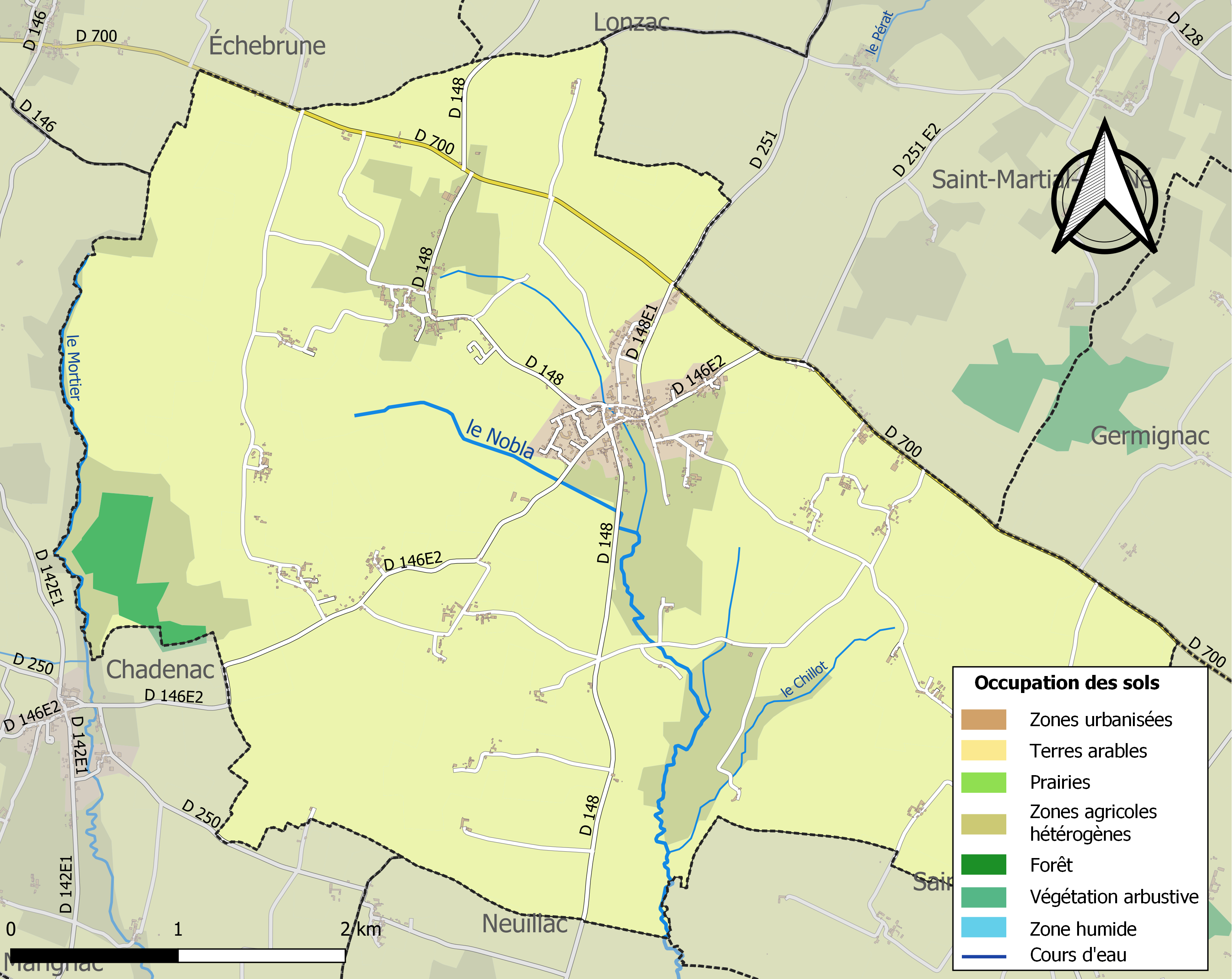
Carte des infrastructures et de l'occupation des sols de la commune en 2018 (CLC).

### Risques majeurs
Le territoire de la commune de Jarnac-Champagne est vulnérable à différents aléas naturels : météorologiques (tempête, orage, neige, grand froid, canicule ou sécheresse), inondations, mouvements de terrains et séisme (sismicité faible). Il est également exposé à un risque technologique,  le transport de matières dangereuses. Un site publié par le BRGM permet d'évaluer simplement et rapidement les risques d'un bien localisé soit par son adresse soit par le numéro de sa parcelle.

#### Risques naturels
Certaines parties du territoire communal sont susceptibles d’être affectées par le risque d’inondation par débordement de cours d'eau, notamment le Nobla. La commune a été reconnue en état de catastrophe naturelle au titre des dommages causés par les inondations et coulées de boue survenues en 1982, 1999 et 2010,.

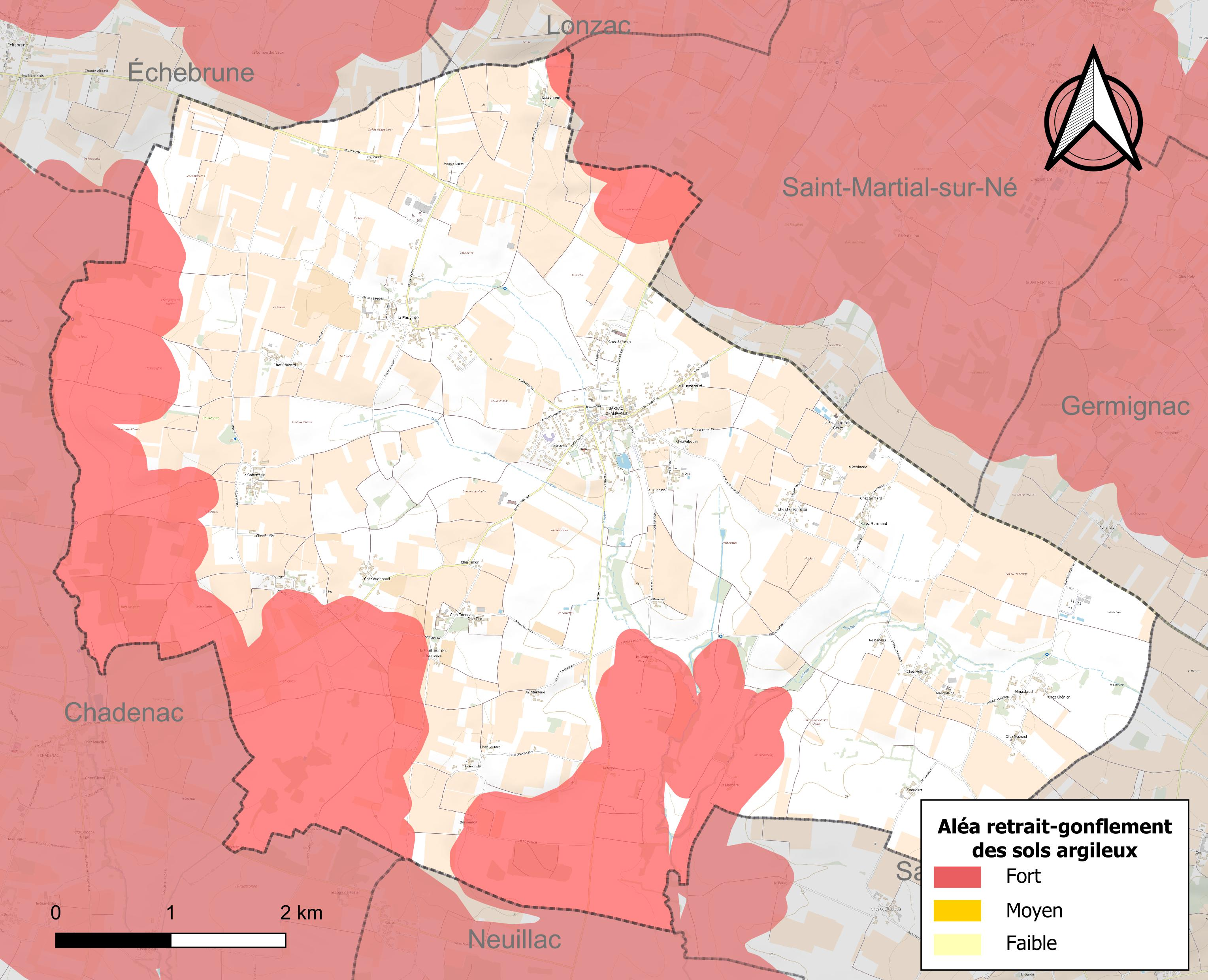
Carte des zones d'aléa retrait-gonflement des sols argileux de Jarnac-Champagne.

Les mouvements de terrains susceptibles de se produire sur la commune sont des tassements différentiels.
Le retrait-gonflement des sols argileux est susceptible d'engendrer des dommages importants aux bâtiments en cas d’alternance de périodes de sécheresse et de pluie. 26,3 % de la superficie communale est en aléa moyen ou fort (54,2 % au niveau départemental et 48,5 % au niveau national). Sur les 415 bâtiments dénombrés sur la commune en 2019,  23 sont en aléa moyen ou fort, soit 6 %, à comparer aux 57 % au niveau départemental et 54 % au niveau national. Une cartographie de l'exposition du territoire national au retrait gonflement des sols argileux est disponible sur le site du BRGM,.
Par ailleurs, afin de mieux appréhender le risque d’affaissement de terrain, l'inventaire national des cavités souterraines permet de localiser celles situées sur la commune.
Concernant les mouvements de terrains, la commune a été reconnue en état de catastrophe naturelle au titre des dommages causés par la sécheresse en 2005 et 2009 et par des mouvements de terrain en 1999 et 2010.

#### Risques technologiques
Le risque de transport de matières dangereuses sur la commune est lié à sa traversée par une ou des infrastructures routières ou ferroviaires importantes ou la présence d'une canalisation de transport d'hydrocarbures. Un accident se produisant sur de telles infrastructures est susceptible d’avoir des effets graves sur les biens, les personnes ou l'environnement, selon la nature du matériau transporté. Des dispositions d’urbanisme peuvent être préconisées en conséquence.

## Toponymie
Le toponyme est issu de l'anthroponyme gallo-romain Agarnus, auquel a été apposé le suffixe -acum.
En 1288, il apparaît sous la forme Agerne.

## Administration

### Liste des maires
| Période                                  | Période  | Identité                      | Étiquette | Qualité                                                           |
| ---------------------------------------- | -------- | ----------------------------- | --------- | ----------------------------------------------------------------- |
| Les données manquantes sont à compléter. |          |                               |           |                                                                   |
|                                          |          | Pierre LATARGRIE (grand-père) |           | Meunier                                                           |
|                                          | 1802     | Pierre DROUET                 |           |                                                                   |
| 1803                                     | 1813     | Pierre LATARGRIE (grand-père) |           | Meunier                                                           |
| 1813                                     | 1816     | Pierre CONBRAND               |           | Officier de Santé                                                 |
| 1816                                     | 1830     | Pierre LORET                  |           | Propriétaire                                                      |
| 1830                                     | 1841     | Jean Julien MASSON (père)     |           | Propriétaire                                                      |
| 1842                                     | 1846     | Pierre CONBRAND               |           | Officier de Santé                                                 |
| 1847                                     | 1855     | Pierre LATARGRIE (père)       |           | Propriétaire                                                      |
| 1855                                     | 1870     | Jean Julien MASSON (fils)     |           | Propriétaire                                                      |
| 1870                                     | 1874     | Jean VALETTE                  |           | Propriétaire                                                      |
| 1874                                     | 1876     | Pierre LATARGRIE (fils)       |           | Propriétaire                                                      |
| 1876                                     | 1883     | Pierre BOUYER                 |           | Propriétaire                                                      |
| 1884                                     | 1892     | William AUGEREAU              |           | Propriétaire                                                      |
| 1892                                     | 1895     | Victor LHOMME                 |           | Propriétaire                                                      |
| 1896                                     | 1920     | William AUGEREAU              |           | Propriétaire                                                      |
| 1920                                     | 1924     | Maurice SARTHOU               |           | Médecin                                                           |
| 1924                                     | 1925     | Marcel DRILLON                |           | Agriculteur                                                       |
| 1925                                     | 1935     | Jérémy BARABEAU               |           | Conseiller général, viticulteur, chevalier de la Légion d'honneur |
| 1935                                     | 1944     | Léonide PANAU                 |           | Agriculteur                                                       |
| 1944                                     | 1959     | Abel MELINGE                  |           | Agriculteur                                                       |
| 1959                                     | 1965     | André PANAU                   |           | Agriculteur                                                       |
| 1965                                     | 2008     | Pierre BABIN                  | PS        | Agriculteur                                                       |
| 2008                                     | mai 2020 | Jean-Louis GIRARD             | UMP-LR    | Agriculteur                                                       |
| mai 2020                                 | En cours | Christelle NEAU               |           |                                                                   |

### Région
À la suite de la mise en application de la réforme administrative de 2014 ramenant le nombre de régions de France métropolitaine de 22 à 13, la commune appartient depuis le 1er janvier 2016 à la région Nouvelle-Aquitaine, dont la capitale est Bordeaux. De 1972 au 31 décembre 2015, elle a appartenu à la région Poitou-Charentes, dont le chef-lieu était Poitiers.

## Démographie

### Évolution démographique
L'évolution du nombre d'habitants est connue à travers les recensements de la population effectués dans la commune depuis 1793. Pour les communes de moins de 10 000 habitants, une enquête de recensement portant sur toute la population est réalisée tous les cinq ans, les populations de référence des années intermédiaires étant quant à elles estimées par interpolation ou extrapolation. Pour la commune, le premier recensement exhaustif entrant dans le cadre du nouveau dispositif a été réalisé en 2005.

En 2022, la commune comptait 876 habitants, en évolution de +11,17 % par rapport à 2016 (Charente-Maritime : +4,04 %, France hors Mayotte : +2,11 %).
| 1793  | 1800  | 1806 | 1821  | 1831  | 1836  | 1841  | 1846  | 1851  |
| ----- | ----- | ---- | ----- | ----- | ----- | ----- | ----- | ----- |
| 1 032 | 1 001 | 980  | 1 060 | 1 108 | 1 139 | 1 160 | 1 126 | 1 227 |

| 1856  | 1861  | 1866  | 1872  | 1876  | 1881  | 1886 | 1891 | 1896 |
| ----- | ----- | ----- | ----- | ----- | ----- | ---- | ---- | ---- |
| 1 203 | 1 316 | 1 280 | 1 214 | 1 220 | 1 063 | 976  | 906  | 861  |

| 1901 | 1906 | 1911 | 1921 | 1926 | 1931 | 1936 | 1946 | 1954 |
| ---- | ---- | ---- | ---- | ---- | ---- | ---- | ---- | ---- |
| 810  | 809  | 823  | 816  | 794  | 771  | 793  | 811  | 806  |

| 1962 | 1968 | 1975 | 1982 | 1990 | 1999 | 2005 | 2006 | 2010 |
| ---- | ---- | ---- | ---- | ---- | ---- | ---- | ---- | ---- |
| 825  | 846  | 762  | 730  | 713  | 727  | 733  | 755  | 726  |

| 2015 | 2020 | 2022 | - | - | - | - | - | - |
| ---- | ---- | ---- | - | - | - | - | - | - |
| 776  | 859  | 876  | - | - | - | - | - | - |

## Économie

### Agriculture
La viticulture est une ressource économique importante. La commune est située en Petite Champagne, dans la zone d'appellation d'origine contrôlée du cognac.

## Culture locale et patrimoine

### Lieux et monuments

#### Église Saint-Sauveur

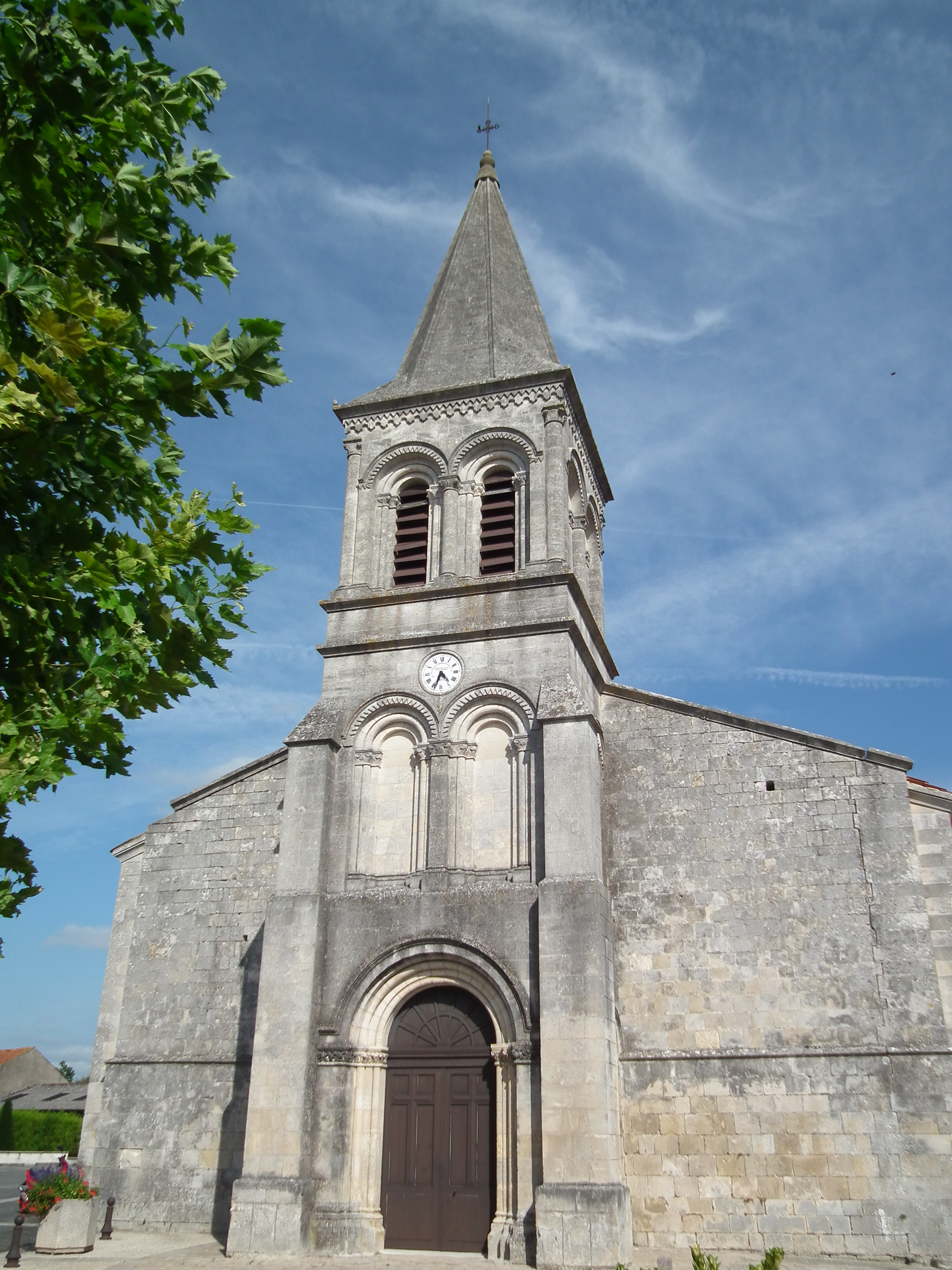
L'église Saint-Sauveur.

L'église paroissiale Saint-Sauveur est romane et a été construite au XIIe siècle mais a été remaniée par la suite. Son abside et transept sont remarquables. Elle est classée monument historique depuis 1912.
En 1865, l'église est dédiée à La Transfiguration.
En 2010, le plafond de l'église est refait par la mairie et décoré par une peinture gigantesque dessinée par l'artiste saintongeais Jean-François Favre. Celui-ci a continué son œuvre en créant un Chemin du salut en ardoises, en dessinant les cartons de quatre grandes tapisseries, les quatre éléments, tapisseries faites au point des Gobelins dans un atelier communautaire (chacun pouvait venir travailler à sa convenance les tapisseries).
La décoration de l'église s'est enrichie de ces quatre tapisseries aux couleurs liturgiques, et d'un bel autel sculpté en ardoise.
Un autre projet est en cours en 2016 : un triptyque et une mosaïque sur le thème de la Pentecôte.

#### Carré Sator
Une copie du carré Sator est visible à la mairie, l'original étant sur un mur d'une propriété privée rue du Château.

### Personnalités liées à la commune
Jean Augustin Bouynot, né le 15 octobre 1842 à Jarnac Champagne (Le Fy), décédé le 8 janvier 1917 à Trois Rivières (Canada) : Prêtre franciscain, compagnon du père Frédéric Janssoone (béatifié par Jean-Paul II en 1988).
William AUGEREAU Maire de Jarnac-Champagne de 1884 à 1892 puis de 1896 à 1920. Inventeur d'un système de freinage pour les trains. A l'origine du déplacement et de la reconstruction du Château d'Usson, sur le site du Château des Egreteaux à PONS, qui est plus connu maintenant  sous le nom de Châteaux des Énigmes.

### Héraldique
| Blason de Jarnac-Champagne | Blason  | Tiercé en pairle renversé : au 1er de gueules à une colombe en vol d'argent tenant dans son bec un rameau d'olivier de sinople, au 2e d'argent à un cep de tenné, pampré de sinople et fruité de pourpre, accolé à un échalas de sable, au 3e d'azur à un monde d'or. |
| Blason de Jarnac-Champagne | Détails | Le cep de vigne évoque une région viticole. La colombe est reprise des armes de la famille Alby de Chateaurenard qui fut seigneur de la commune. Enfin, le monde rappelle que l'église est sous le vocable de Saint-Sauveur. Adopté en 2021.                          |